# Хосе Кобос
Хосе Кобос (фр. José Cobos, нар. 23 квітня 1968, Страсбург) — французький футболіст, що грав на позиції захисника за низку французьких клубних команд та іспанський «Еспаньйол».

## Ігрова кар'єра
У дорослому футболі дебютував 1986 року виступами за команду «Страсбур», в якій провів сім сезонів, взявши участь у 153 матчах чемпіонату.  Більшість часу, проведеного у складі «Страсбура», був основним гравцем захисту команди.
1993 року перебрався до «Парі Сен-Жермен», де провів наступні три сезони. У складі столичної команди вигравав чемпіонат Франції, Кубок та Суперкубок країни, Кубок французької ліги, а також Кубок володарів кубків УЄФА.
Згодом до 1999 року грав в Іспанії за «Еспаньйол», а також за «Тулузу», після чого перейшов до «Ніцци», за яку відіграв заключні шість сезонів професійної кар'єри.

## Титули і досягнення
- Чемпіон Франції (1):

«Парі Сен-Жермен»: 1993-1994
- Володар Кубка Франції (1):

«Парі Сен-Жермен»: 1994-1995
- Володар Кубка французької ліги (1):

«Парі Сен-Жермен»: 1994-1995
- Володар Суперкубка Франції (1):

«Парі Сен-Жермен»: 1995
- Володар Кубка Кубків УЄФА (1):

«Парі Сен-Жермен»: 1995-1996